# 6127 Hetherington
A 6127 Hetherington (ideiglenes jelöléssel 1989 HD) a Naprendszer kisbolygóövében található aszteroida. Eleanor F. Helin fedezte fel 1989. április 25-én.